# Romāns Sidorovs
Romāns Sidorovs (14 febbraio 1962) è un ex calciatore e allenatore di calcio lettone, di ruolo difensore.

## Carriera

### Club
Dopo aver militato nei campionati nazionali sovietici, giocò per due stagioni al RAF Jelgava.
Trascorse la parte finale della sua carriera al Valmiera, dove rimase per cinque stagioni.

### Nazionale
Prese parte al primo storico incontro della Lettonia dopo la ritrovata amichevole, l'amichevole contro la Romania disputata l'8 aprile 1992; entrò all'inizio della ripresa al posto di Aleksandrs Stradiņš.
Totalizzò quattro presenze in nazionale, tutte partendo dalla panchina, senza mettere a segno reti.

### Allenatore
Dal 2012 allena il Rīgas Futbola skola in 1. Līga, seconda serie lettone.

## Statistiche

### Cronologia presenze e reti in Nazionale
| Cronologia completa delle presenze e delle reti in nazionale ― Lettonia | Cronologia completa delle presenze e delle reti in nazionale ― Lettonia | Cronologia completa delle presenze e delle reti in nazionale ― Lettonia | Cronologia completa delle presenze e delle reti in nazionale ― Lettonia | Cronologia completa delle presenze e delle reti in nazionale ― Lettonia | Cronologia completa delle presenze e delle reti in nazionale ― Lettonia | Cronologia completa delle presenze e delle reti in nazionale ― Lettonia | Cronologia completa delle presenze e delle reti in nazionale ― Lettonia |
| Data                                                                    | Città                                                                   | In casa                                                                 | Risultato                                                               | Ospiti                                                                  | Competizione                                                            | Reti                                                                    | Note                                                                    |
| ----------------------------------------------------------------------- | ----------------------------------------------------------------------- | ----------------------------------------------------------------------- | ----------------------------------------------------------------------- | ----------------------------------------------------------------------- | ----------------------------------------------------------------------- | ----------------------------------------------------------------------- | ----------------------------------------------------------------------- |
| 8-4-1992                                                                | Bucarest                                                                | Romania                                                                 | 2 – 0                                                                   | Lettonia                                                                | Amichevole                                                              | -                                                                       | 46’                                                                     |
| 9-9-1992                                                                | Dublino                                                                 | Irlanda                                                                 | 4 – 0                                                                   | Lettonia                                                                | Qual. Mondiali 1994                                                     | -                                                                       | 36’                                                                     |
| 20-2-1993                                                               | Vantaa                                                                  | Lettonia                                                                | 1 – 2                                                                   | Lituania                                                                | Amichevole                                                              | -                                                                       | 46’                                                                     |
| 21-2-1993                                                               | Vantaa                                                                  | Lettonia                                                                | 2 – 0                                                                   | Estonia                                                                 | Amichevole                                                              | -                                                                       | 78’                                                                     |
| Totale                                                                  |                                                                         | Presenze                                                                | 4                                                                       |                                                                         | Reti                                                                    | 0                                                                       |                                                                         |